# Agelena koreana
Agelena koreana là một loài nhện trong họ Agelenidae.
Loài này thuộc chi Agelena. Agelena koreana được Kap Yong Paik miêu tả năm 1965.